# Bulevard, Rijeka
Bulevard är ett lokalnämndsområde och stadsdel i Rijeka i Kroatien. 

## Byggnader och anläggningar (urval)
- Första kroatiska Sušak-gymnasiet
- Lola Ribars park
- Petar Kružićs trappor – trappornas båda entréer ligger inte Bulevard men de går till största del genom stadsdelen.[2]
- Universitetet i Rijekas rektorat

## Geografi
Bulevard är beläget i centrala Rijeka och gränsar till lokalnämndsområdena Centar-Sušak i söder och väster, Grad Trsat i nordöst, Vojak och Krimeja i öster samt Pećine i sydöst.